# Roam (группа)
Roam — британская рок-группа из Истборна. В состав группы вошли вокалист Алекс Костелло, бас-гитарист Мэтт Роскилли, соло-гитарист и бэк-вокалист Алекс Адам, ритм-гитарист Сэм Венесс и барабанщик Майлз Гилл.

## История
Группа Roam образована в сентябре 2012 года в Истборне, Англия. Первые выступления датированы ноябрём 2012 года. Группа начала записывать музыку в начале 2012 года и выпустила два мини-альбома: No Common Ground (2012) и Head Down (2013). В 2014 был подписан контракт с лейблом Hopeless Records, после чего вышел ещё один EP Viewpoint (2015).
Дебютный альбом Roam Backbone вышел 22 января 2016 года на лейбле Hopeless. После этого Roam разогревали Sum 41 во время выступления в туре Kerrang!
29 февраля было объявлено о том, что барабанщик Чарли Пирсон покидает группу. Первое время на концертах его заменял Майлз Гилл. Roam приняли участие во всех шоу тура Warped Tour 2016 года. В августе 2016 года группа сообщила, что Майлз Гилл присоединится к Roam на постоянной основе.
21 августа 2017 года был анонсирован второй альбом Great Heights & Nosedives, который вышел 13 октября 2017 года.
1 июля 2019 года группа объявила о выходе третьего альбома Smile Wide, релиз которого состоялся 6 сентября. В качестве синглов вышли композиции «I Don’t Think I Live There Anymore» и «Piranha». Вместе с группой With Confidence Roam гастролировали по Европе и Великобритании в сентябре и октябре 2019 года.
21 июня 2022 года группа объявила о своем распаде и даче нескольких прощальных концертов.

## Музыкальный стиль
Стиль Roam — это поп-панк. Обозреватель AllMusic Нил Юнг отметил, что группа «берёт пример с New Found Glory, Blink-182, Sum 41 и Simple Plan».

## Участники группы
Состав группы
- Алекс Костелло — вокал (2012 — настоящее время)
- Мэтт Роскилли — бас-гитара (2012 — настоящее время)
- Алекс Адам — соло-гитара, бэк-вокал (2012 — настоящее время)
- Сэм Венесс — ритм-гитара (2012 — настоящее время)
- Майлз Гилл — ударные (2016 — настоящее время)

Бывшие участники
- Чарли Пирсон — ударные, перкуссия (2012—2016)[6]

## Дискография
Студийные альбомы
- Backbone (2016)
- Great Heights & Nosedives (2017)
- Smile Wide (2019)

EP
- No Common Ground (2012)
- Head Down (2013)
- Viewpoint (2015)